# W·罗斯·艾希比
W·罗斯·艾希比（1903年9月6日—1972年11月15日）是一位英国精神科醫師和控制论先驱:91，其著作启发了諾伯特·維納:93，1964年获古根海姆奖。